# Shahidul Alam Sachchu
 (juin 2018).
Shahidul Alam Sachchu (bengali : শহীদুল আলম সাচ্চু) est un acteur bangladais de cinéma et de télévision,. Il remporte le prix national du film du meilleur acteur dans un second rôle (en) pour le film Britter Baire.